# Corylopsis willmottiae
Corylopsis willmottiae är en skenhasselart som beskrevs av Alfred Rehder och E.H. Wilson. Corylopsis willmottiae ingår i släktet Corylopsis och familjen trollhasselfamiljen. Inga underarter finns listade i Catalogue of Life.
Arten förekommer i Kina i provinsen Sichuan. Den växer i låglandet och i bergstrakter upp till 1200 meter över havet. Corylopsis willmottiae är utforad som en buske eller ett litet träd.
För beståndet är inga hot kända. IUCN listar arten som livskraftig (LC).

## Bildgalleri

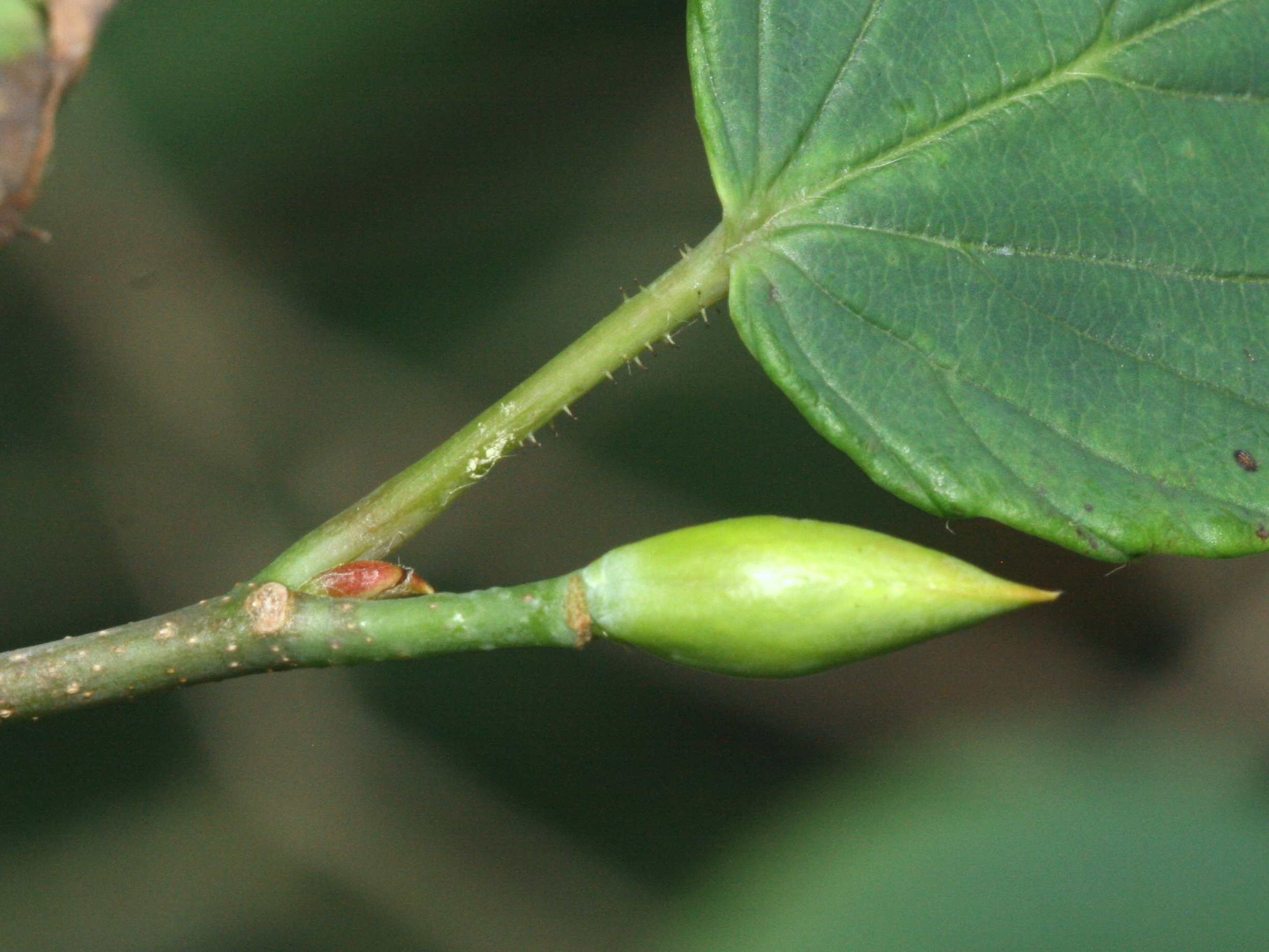
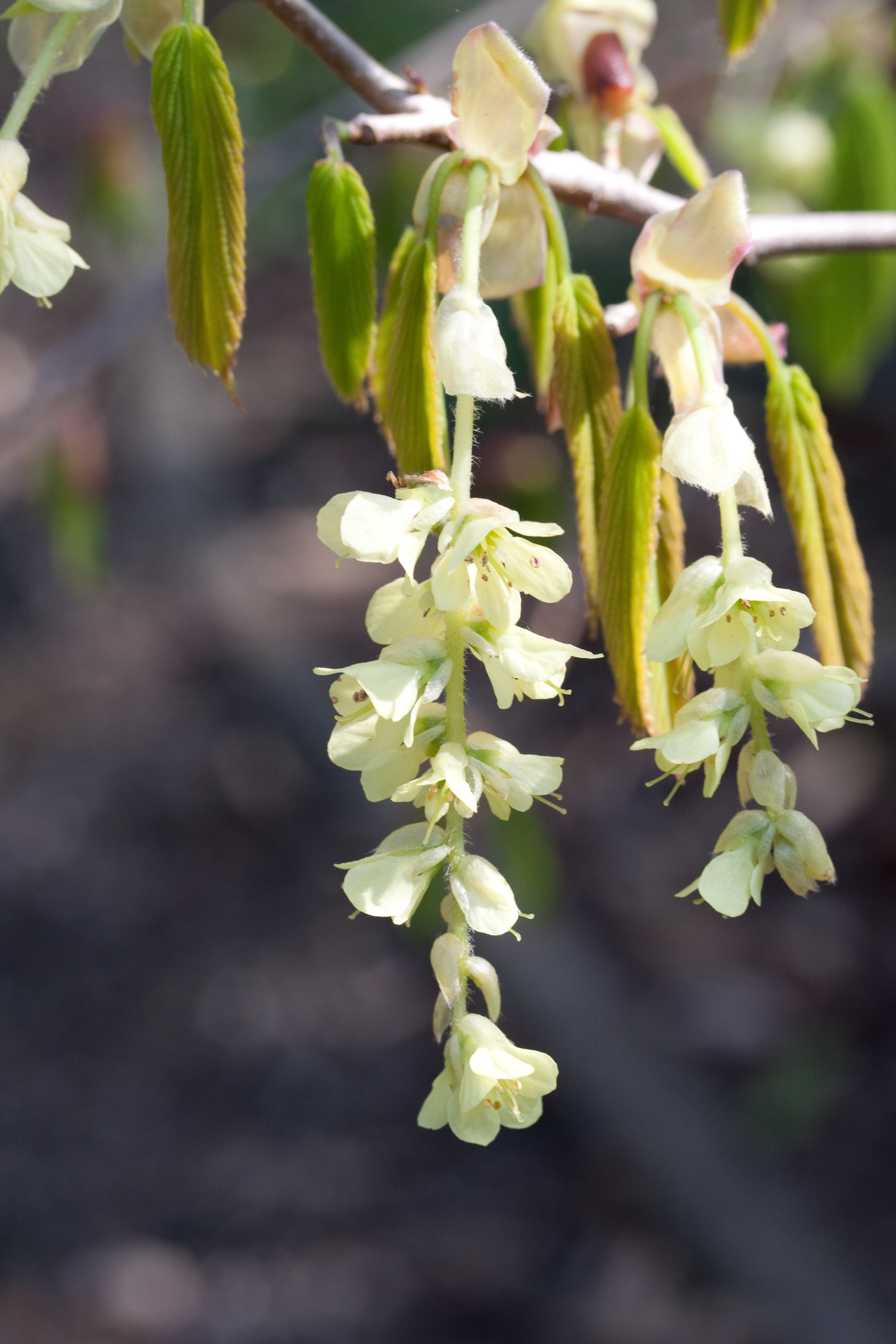
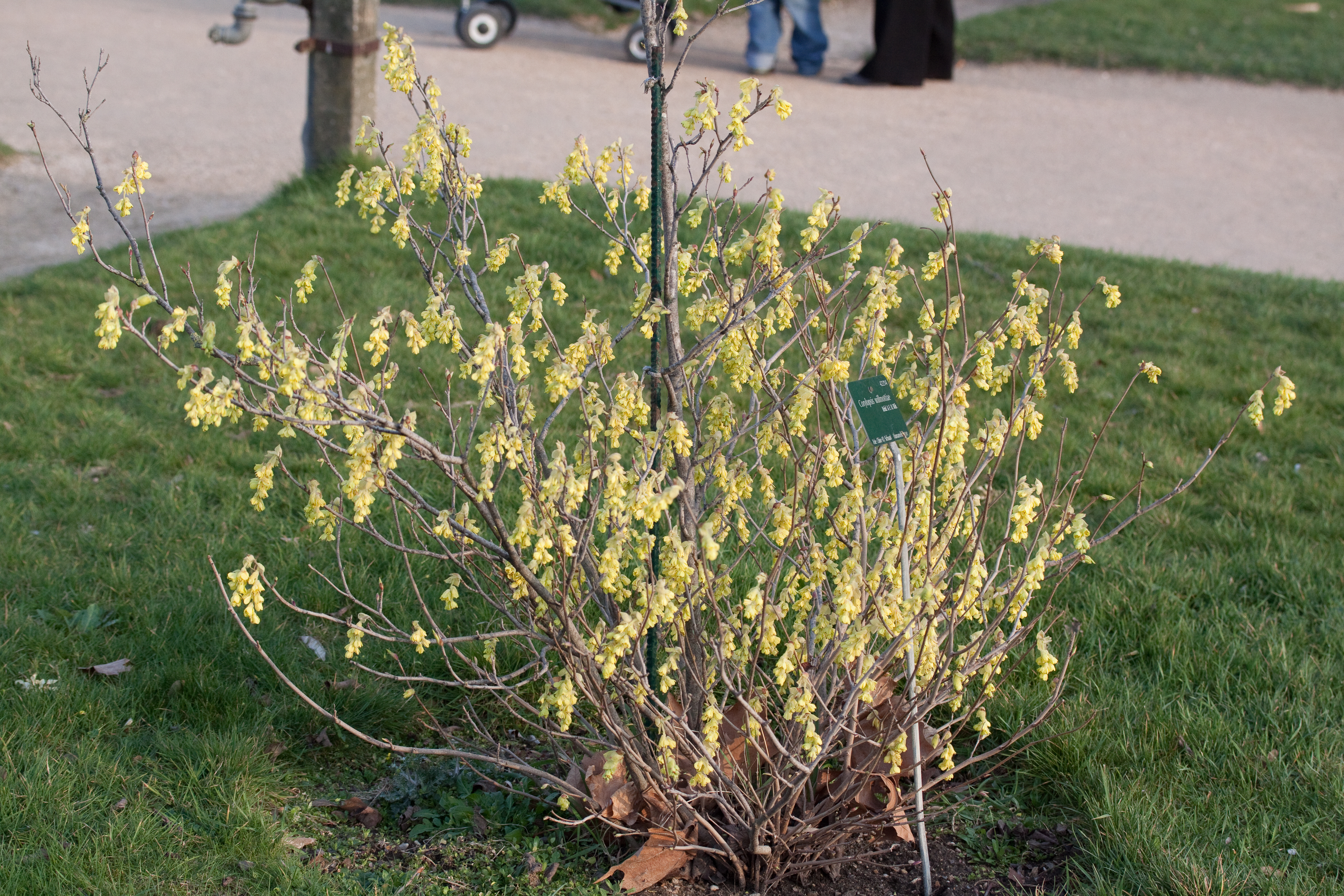
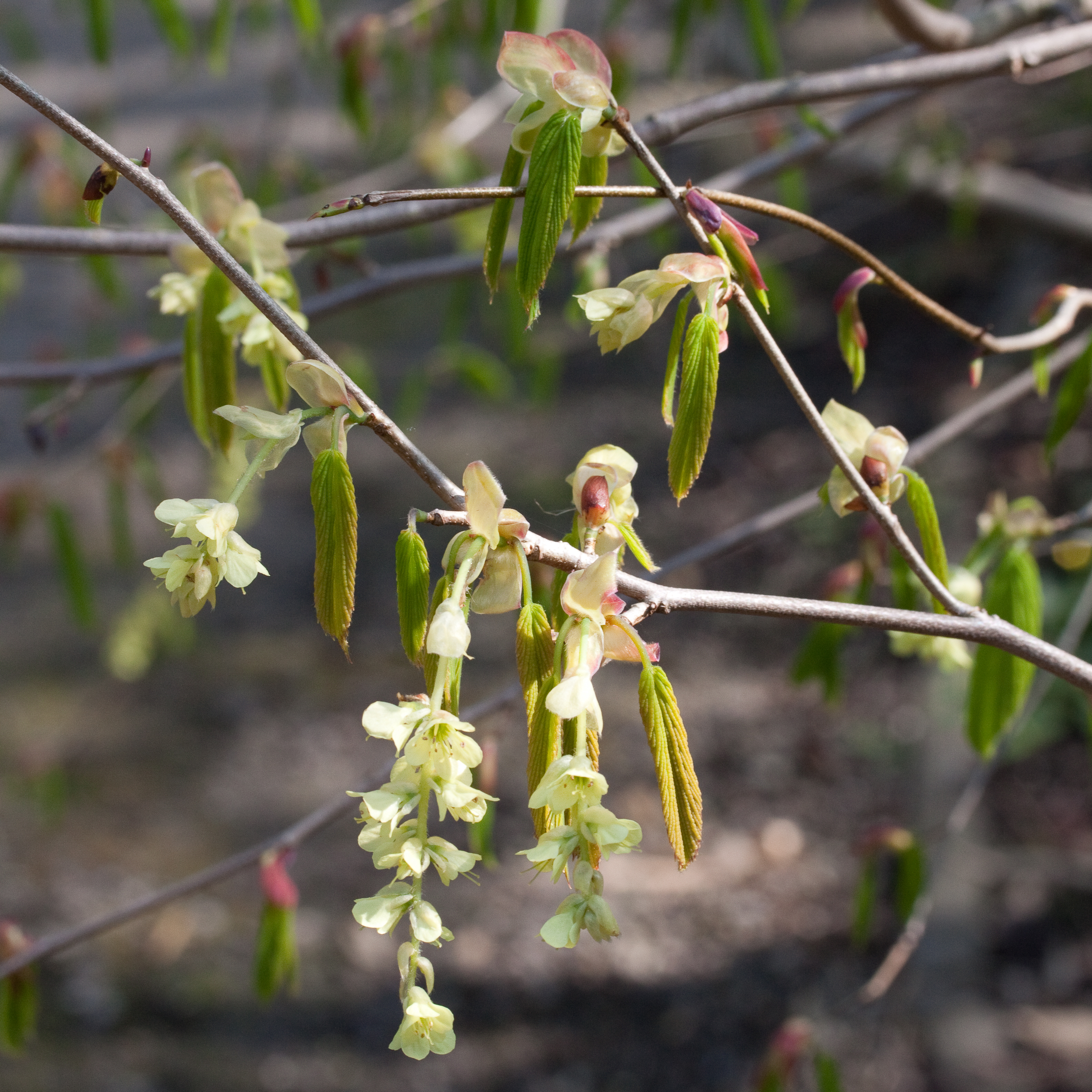
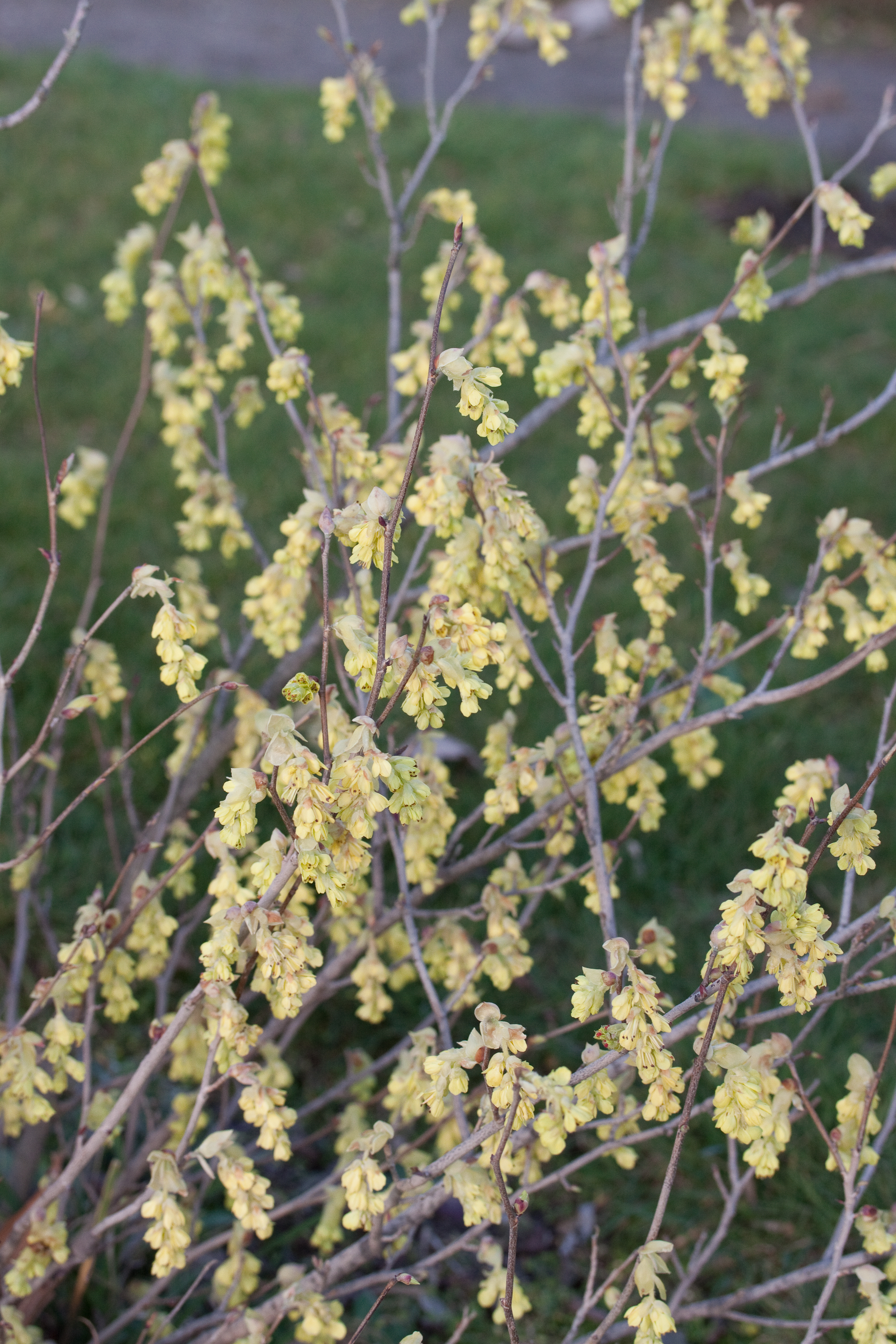
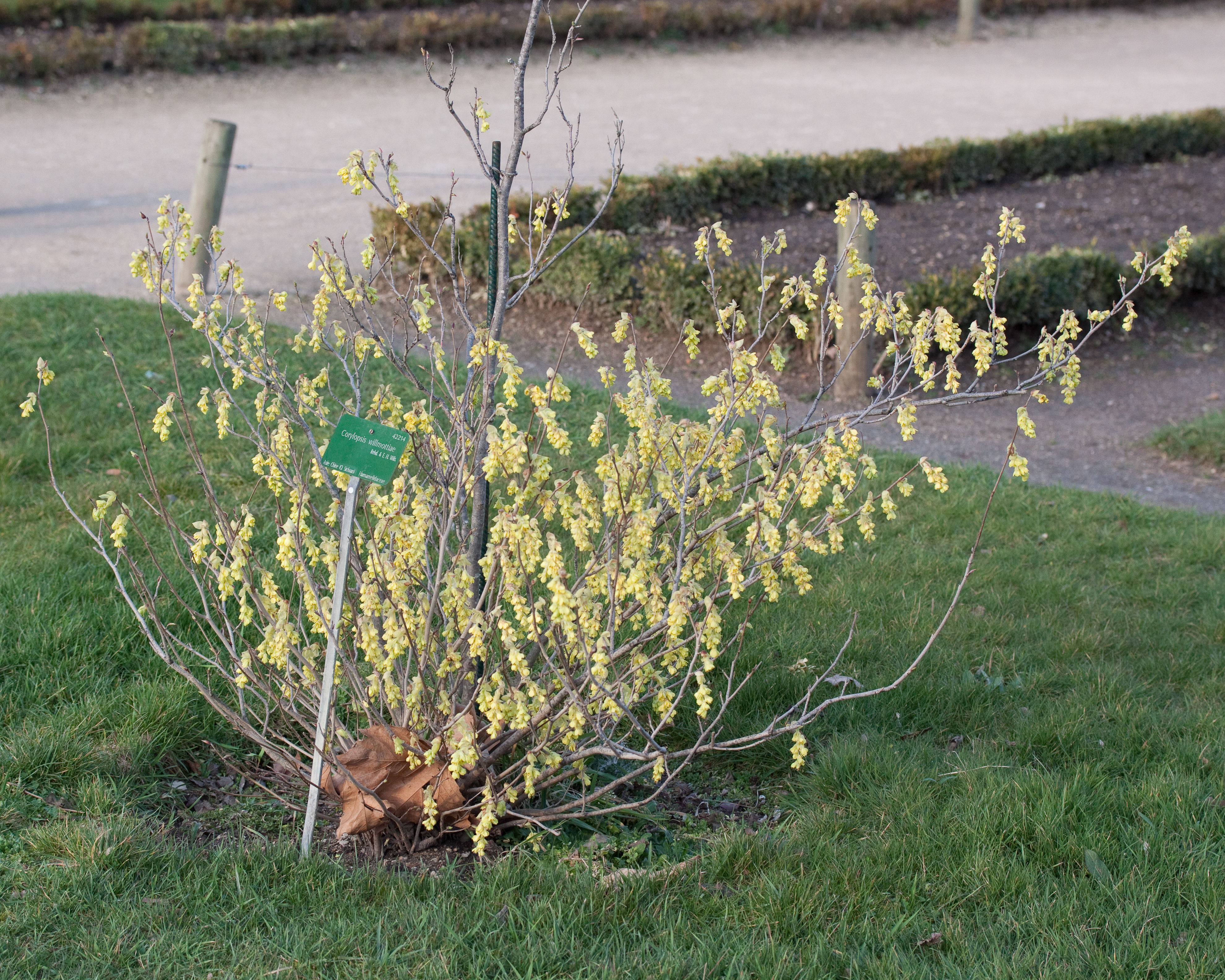